# Fernando del Rincón (periodista)
Fernando López del Rincón (Yautepec de Zaragoza, Morelos, 18 de agosto de 1969) es un periodista, presentador de televisión y locutor de radio mexicano. Es conocido en la comunidad latina de Estados Unidos y en América Latina por haber trabajado en noticieros de cadenas como Univisión. En 2010 se unió a CNN en Español. Actualmente conduce el programa Conclusiones.

## Biografía
Nació en el estado mexicano de Morelos en 1969. Del Rincón cursó la Licenciatura en Comunicación Social en el Instituto Tecnológico de Monterrey. Comenzó su carrera en México, en canal 6 de Radio y Televisión de Aguascalientes. Después, trabajó para Televisa Monterrey y TV Azteca.
Posteriormente se radicó en Estados Unidos. Tras un breve paso por la cadena Telemundo (donde fue copresentador del programa De mañanita), Del Rincón alcanzó enorme popularidad en Univisión, en los programas Primer impacto y Ver para creer. Fue acusado por su exesposa, Carmen Dominicci, de violencia doméstica, por lo cual ambos fueron despedidos de Primer impacto. Entre 2009 y 2010, Del Rincón trabajó como presentador del informativo Mega news nocturno, emitido por Mega TV, propiedad de Spanish Broadcasting System (SBS).
Desde el año 2010, Del Rincón integra el personal de CNN en Español, donde fue copresentador de Panorama mundial, junto a Patricia Janiot. Conduce en CNN en Español el programa Conclusiones CNN, que desde enero de 2015 es transmitido desde la ciudad de Miami.
En diciembre de 2011, la revista People en Español lo distinguió como el mejor presentador de noticias en español de Estados Unidos.
Del Rincón ha entrevistado a personajes de la actualidad mundial, como la Premio Nobel de Guatemala, Rigoberta Menchú, y el fallecido cantante Juan Gabriel, a quien le preguntó sobre su homosexualidad y este le respondió: «Dicen que lo que se ve no se pregunta», frase que se hizo ícono en el mundo. También entrevistó al expresidente de Honduras Juan Orlando Hernández; al expresidente de Perú, Pedro Castillo; al expresidente mexicano Vicente Fox; al expresidente de Irán Mahmud Ahmadineyad; al escritor Carlos Fuentes; a Juan Guaidó, y al exministro de Gobernación de Guatemala Mauricio López Bonilla. También ha cubierto varios acontecimientos, como la guerra de Irak, los atentados del 11 de septiembre de 2001, el terremoto de Japón de 2011, las elecciones presidenciales de Venezuela de 2012 y las manifestaciones de estudiantes de 2014 en Venezuela.